# 88P/Howell
88P/Howell, komet Jupiterove obitelji.